# Dalur
Dalur este un sat situat în partea de est a insulei Sandoy din arhipelagul Feroe. Din punct de vedere administrativ localitatea aparține comunei Húsavík. Dalur a fost una dintre cele mai izolate localități din arhipelag, până în anul 1964 când s-a construit o cale de acces. Biserica satului a fost construită în 1957. La sud de Dalur se află o colonie de pufini.